# BELIEVING IN MYSELF/INTERPLAY
「BELIEVING IN MYSELF/INTERPLAY」（ビリーヴィング・イン・マイセルフ/インタープレイ）は、日本のロックバンド・L'Arc〜en〜Ciel、VAMPSのボーカリストで、シンガーソングライターであるHYDEの13作目のシングル。表題曲「BELIEVING IN MYSELF」は2020年2月26日に配信発売。フィジカルは2020年3月18日に発売。発売元はVirgin Music。

## 解説
4thアルバム『ANTI』から約9ヶ月ぶりとなる新譜で、前作「MAD QUALIA」から約1年ぶりとなるシングル。なお、本作はソロ名義として初の両A面シングルになっている。
本作の表題曲「BELIEVING IN MYSELF」は、Sho（MY FIRST STORY）が制作に参加したロックナンバーとなっている。ちなみにこの曲は、東京マラソン2020の大会イメージソングに使用されている。なお、このタイアップは東京マラソンのレースディレクターを務めた早野忠昭との対談がきっかけで決まったもので、対談後に同氏からオファーがあったことでこの曲が制作されたという。ただ、HYDEはオファーを受けた際の心境について「僕のライブや楽曲は仮面を着けて激しい音楽をやるような感じなので、正直"マラソンのイメージと合うのかな？"と思ってました」と述懐している。また、HYDEはこの曲の制作のイメージについて「マラソンやランニングをする人たちが気持ちよく聴ける曲にしたいなと。曲と自分のイメージをつなげようと思ったのは後半からですね。まずは自分が音楽を聴きながら走ることが多いので、走ってるときにエンジンがかかるような曲にしようと考えて」と語っている。
もう一つの表題曲である「INTERPLAY」は、新しい時代に飛び込んでいくポジティブなリリックがのせられたロックナンバーに仕上げられている。この曲は、元号が"平成から令和に変わった時期"に制作されていたといい、HYDEは本作発売当時のインタビューにおいて「2019年に作ってたから、令和が始まったタイミングでもあったし、次にオリンピックが来る。その盛り上がる感じのダブルミーニングにしたかった。我々も、2020年という、新たなスタートというような雰囲気もあったんで、そういう歌詞になった」と述べている。なお、この曲のミュージック・ビデオは、ビデオノイズを採り入れた加工が施されている。この映像演出について、HYDEは「前回のツアーでやってた僕のイメージが、『ブレードランナー』とか『AKIRA』とか、あの辺の近未来のイメージだったんです。ビデオをダビングした時の荒れた画像とか、あれが当時の未来感だったんで。そういうレトロな未来感を表現してみた」と述べている。また、HYDEは映像撮影において、2019年のアメリカツアーでも衣装として採り入れていた、映画『時計じかけのオレンジ』に登場するキャラクター、アレックスを意識した白いコスチュームを着用している。
フィジカル発売前の2020年2月26日には、各種音楽配信サイトにおいて、表題曲「BELIEVING IN MYSELF」のダウンロード・ストリーミング先行配信が開始されている。
先行配信から約3週間後の同年3月18日に、初回生産限定盤（CD＋DVD）と通常盤（CD）の2形態でフィジカルが発売された。初回限定盤には表題曲のミュージック・ビデオとドキュメンタリーを収めたDVDが付属している。なお、両表題曲のミュージック・ビデオはフィジカル発売に合わせ、公式YouTubeアーティストチャンネルで公開されている。

## 収録曲
| #  | タイトル                                   | 作詞                               | 作曲                               | 編曲                    | 時間 |
| -- | ------------------------------------------ | ---------------------------------- | ---------------------------------- | ----------------------- | ---- |
| 1. | 「BELIEVING IN MYSELF (Japanese Version)」 | HYDE, Sho from MY FIRST STORY, Ali | HYDE, Sho from MY FIRST STORY, Ali | Sho from MY FIRST STORY | 3:50 |
| 2. | 「INTERPLAY (Japanese Version)」           | HYDE, hico, Ali                    | HYDE, hico, Ali                    | PABLO                   | 3:36 |

## 初回生産限定盤付属DVD
1. 「BELIEVING IN MYSELF」ミュージックビデオ
ディレクター：遠藤研介
2. 「INTERPLAY」ミュージックビデオ
ディレクター：ZUMI
3. 「BELIEVING IN MYSELF」 MUSIC VIDEO ドキュメンタリー
4. 「INTERPLAY」 MUSIC VIDEO ドキュメンタリー

## タイアップ
BELIEVING IN MYSELF
- 東京マラソン2020大会イメージソング

INTERPLAY
- 「P真・北斗無双」テーマソング

## 参加ミュージシャン
BELIEVING IN MYSELF (Japanese Version)
- HYDE：Vocal
- Sho from MY FIRST STORY：All Instruments
- Kenichi Takemoto：Backing Vocals
- Nana Hatori：Backing Vocals
- Kohei Hatakeyama：Recorded
- Shinichiro Murayama：Recorded
- Toshihiro Watanabe：Mixed
- Chris Anthens：Mastered

INTERPLAY (Japanese Version)
- HYDE：Vocal
- PABLO：Guitars
- Ali：Bass
- hico：Other Instruments
- Yujiro Yonetsu：Recorded
- Toshihiro Watanabe：Mixed
- Chris Anthens：Mastered

## 収録アルバム
- 『HYDE［INSIDE］』 (#1、#2,アルバムバージョン)